# Dominik Kubalík
Dominik Kubalík (Plzeň, 21 agosto 1995) è un hockeista su ghiaccio ceco.